# Jan Kalvoda
Jan Kalvoda, né le 30 octobre 1953 à Prague, est un avocat et homme politique tchèque.